# Города Архангельской области (книжная серия)
«Города Архангельской области» — книжная серия, выпускавшаяся Северо-Западным книжным издательством (Архангельск) в 1968—1980 году. Книги содержали историко-архитектурные и краеведческие очерки по старинным городам области.

## История издания серий книг по городам областей Севера и Северо-Запада Европейской России
Первым продуманное издание серии книг по городам Ленинградской области предпринял «Лениздат» (с 1959). С открытием отделений издательства в Пскове и Новгороде в 1960-х годах, появились серии книг соответствующих областей.
Северо-Западное книжное издательство а Архангельске и его отделение в Вологде (в последующем действовавшее самостоятельно) выпускали отдельные краеведческие книги, но не объединённые общим замыслом. В силу ряда причин книжные серии по городам Архангельской и Вологодской областей не сложились в такие представительные комплекты, как по городам Ленинградской, Псковской и Новгородской областей, хотя уровень отдельных публикаций был достаточно высокий.
В настоящее время в Архангельской области вместе с Ненецким автономным округом насчитывается 14 городов (три из которых получили статус города относительно недавно), а именно:
- Архангельск — областной центр.
- Вельск
- Каргополь
- Коряжма (город с 1985)
- Котлас
- Мезень
- Мирный (город с 1966)
- Нарьян-Мар — административный центр Ненецкого автономного округа.
- Новодвинск (город с 1977)
- Няндома
- Онега
- Северодвинск
- Сольвычегодск
- Шенкурск

Большое стратегическое значение региона в советское время делало невозможным открытую публикацию краеведческой литературы по многим районам области. Из ранних опытов описаний городов Архангельской области можно упомянуть вышедшие в местном издательстве следующие книги:
- Кибирёв М. Ф. Архангельск. — Архангельск, 1959.
- Парфёнов А. Г., Старцев А. М. Котлас. — Архангельск, 1959.

## Список книг серии
- Гемп К. П. Каргополь. — Архангельск: Сев.-Зап. кн. изд-во, 1968. — 96, [8] с. — (Города Архангельской области). — 15 000 экз.
- Селезнёв А. Г. Архангельск и его окрестности: Путеводитель. — Архангельск: Сев.-Зап. кн. изд-во, 1970. — 128 с. — (Города Архангельской области).
- Овсянников О. В. Сольвычегодск. — Архангельск: Сев.-Зап. кн. изд-во, 1973. — 96 с. — (Города Архангельской области). — 30 000 экз.
- Овсянников О. В. Шенкурск. — Архангельск: Сев.-Зап. кн. изд-во, 1978. — 105 с. — (Города Архангельской области).
- Калинин Г. Д. Онега. — Архангельск: Сев.-Зап. кн. изд-во, 1980. — 128 с. — (Города Архангельской области).

## Авторы книжной серии
- Гемп, Ксения Петровна (1894—1998) — российский этнограф, выдающаяся исследовательница Русского Севера, долгожитель.